# Sonnenallee

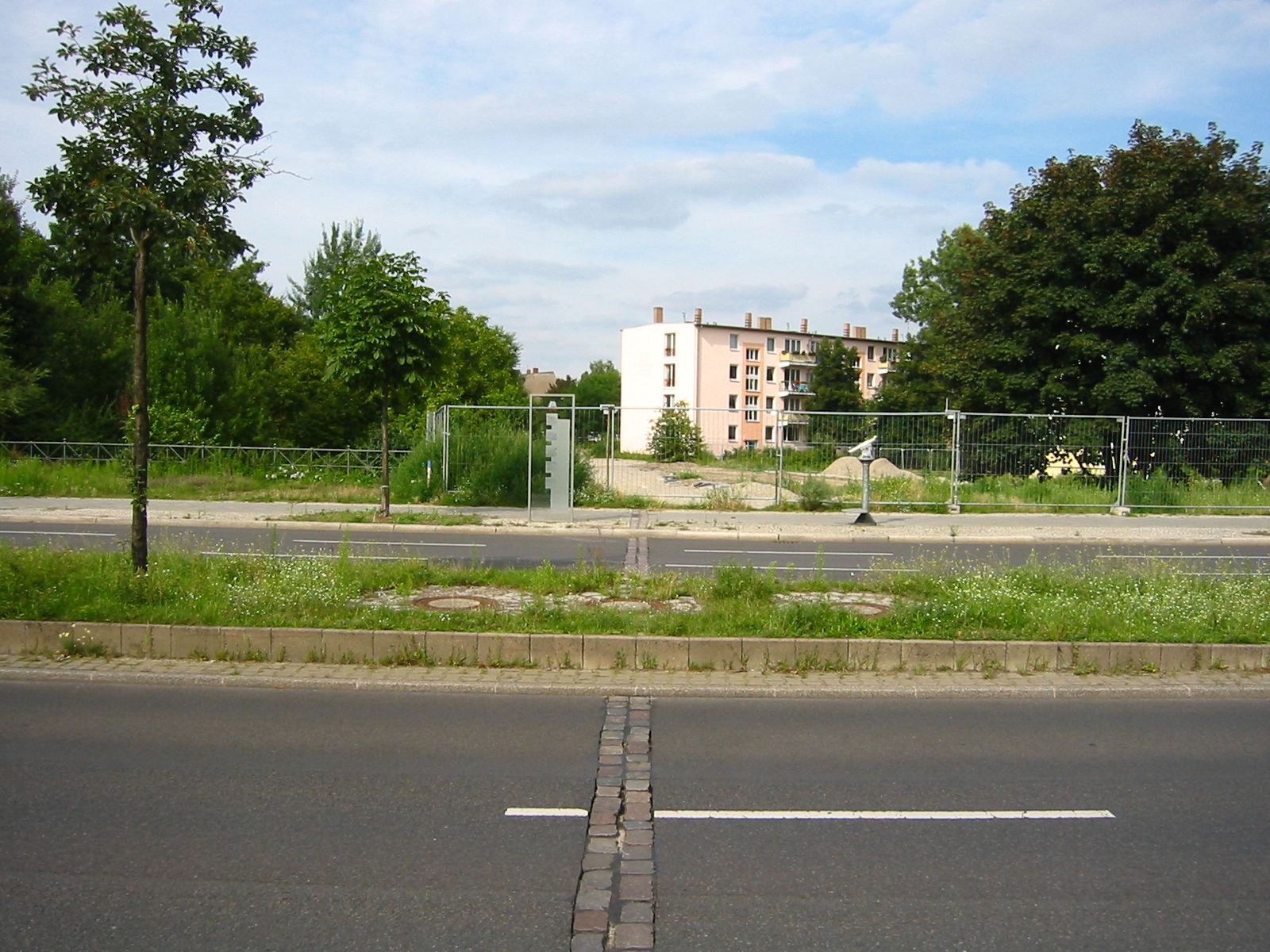
Gatsten visar Berlinmurens sträckning genom Sonnenallee.

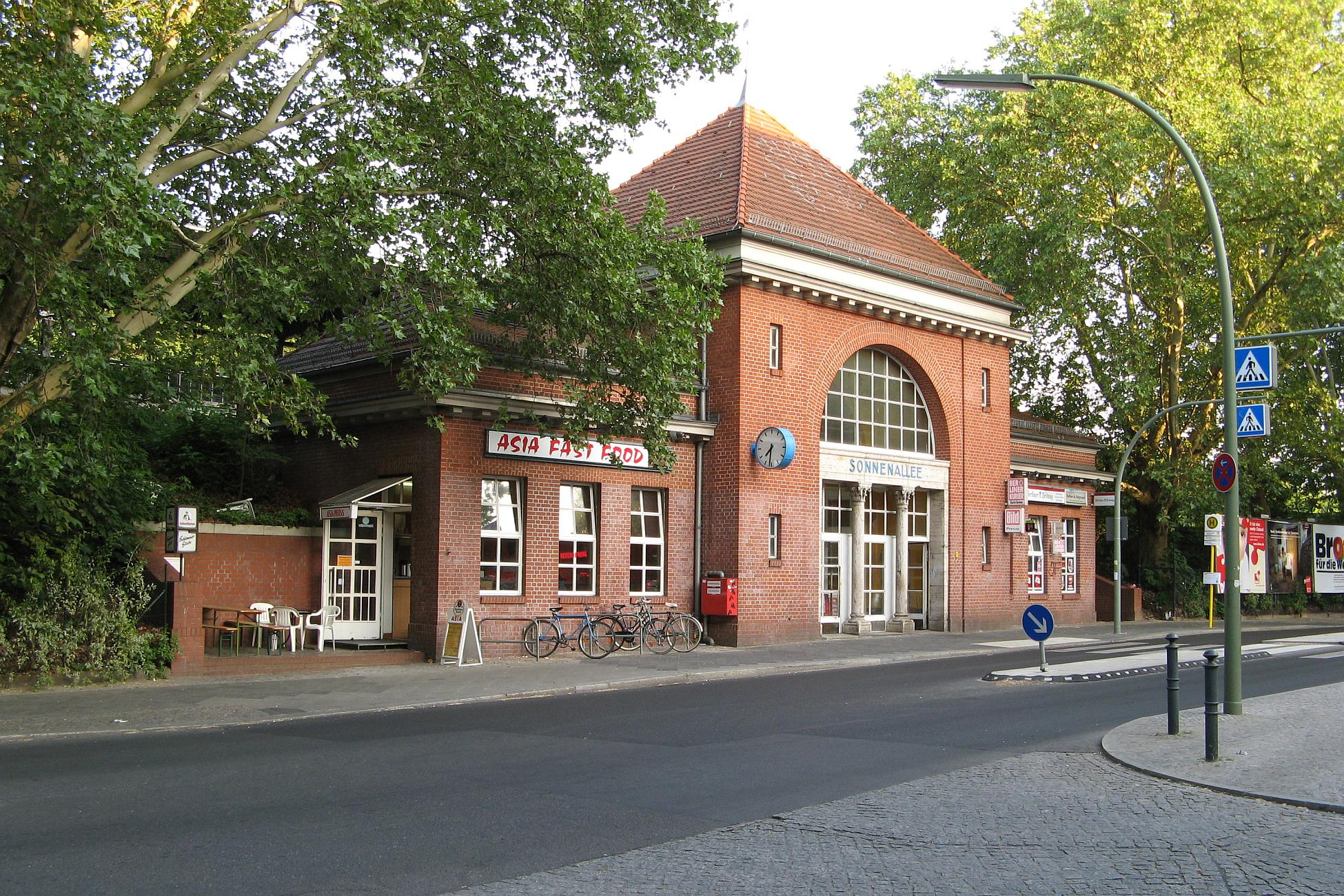
S-Bahnhof Sonnenallee

Sonnenallee (Solallén) är en gata i Berlin-stadsdelarna Neukölln och Baumschulenweg.
Sonnenallee har blivit känd som platsen för en av gränsövergångarna mellan Väst- och Östberlin. Det är den enda idag existerande gatan i Berlin som delades av genom Berlinmuren. Sonnenallee är knappt 5 kilometer lång, varav 4,5 km av den ligger i Neukölln. Under slutet av 1800-talet var detta en gata i ett område som präglades av fattigdom. Fram till 1965 fanns här en promenadväg i mitten av allén och spårväg trafikerade gatan. 1965 försvann detta och idag är Sonnenallee en fyrfilig väg och en av de viktigaste trafiklederna i södra Berlin.
Sonnenallee anlades omkring 1880 i dåtidens Rixdorf, dagens Neukölln. Då hette gatan Straße 84. Efter att den tyske kejsaren Fredrik III avlidit 1888 fick gatan 1893 namnet Kaiser-Friedrich-Straße. Under detta namn öppnades S-Bahnstationen 1912. Under de kommande åren byggdes gatan till i olika omgångar och fick sin nuvarande sträckning i slutet av 1920-talet. Namnet Sonnenallee användes för hela gatan från 1920, strax före området inkorporerades i det nya Stor-Berlin. 1938 ändrades gatans namn till Braunauer Straße, efter Adolf Hitlers födelsestad Braunau am Inn. 1947 återfick gatan namnet Sonnenallee.
S-Bahnstationen Sonnenallee lades ner i samband med strejken i Berlins pendeltågstrafik (Der zweite Reichsbahnerstreik) 1980. Den återöppnades 1997 och är en del av Berliner Ringbahn och trafikeras idag av S-bahntåg.
Sonnenallee har gett namn åt filmen Sonnenallee (1999) som är baserad på romanen Am kürzeren Ende der Sonnenallee av Thomas Brussig. 